# Teresa Almeida Garrett
Teresa Almeida Garrett este un om politic portughez, membru al Parlamentului European în perioada 1999-2004 din partea Portugaliei. 
1. ↑  Deputații în Parlamentul European
2. ↑   https://jornalpovodeportugal.eu/2018/05/23/homens-marcantes-francisco-lucas-pires/ Lipsește sau este vid: |title= (ajutor)
3. ↑  Deputații în Parlamentul European